# 프루드니크

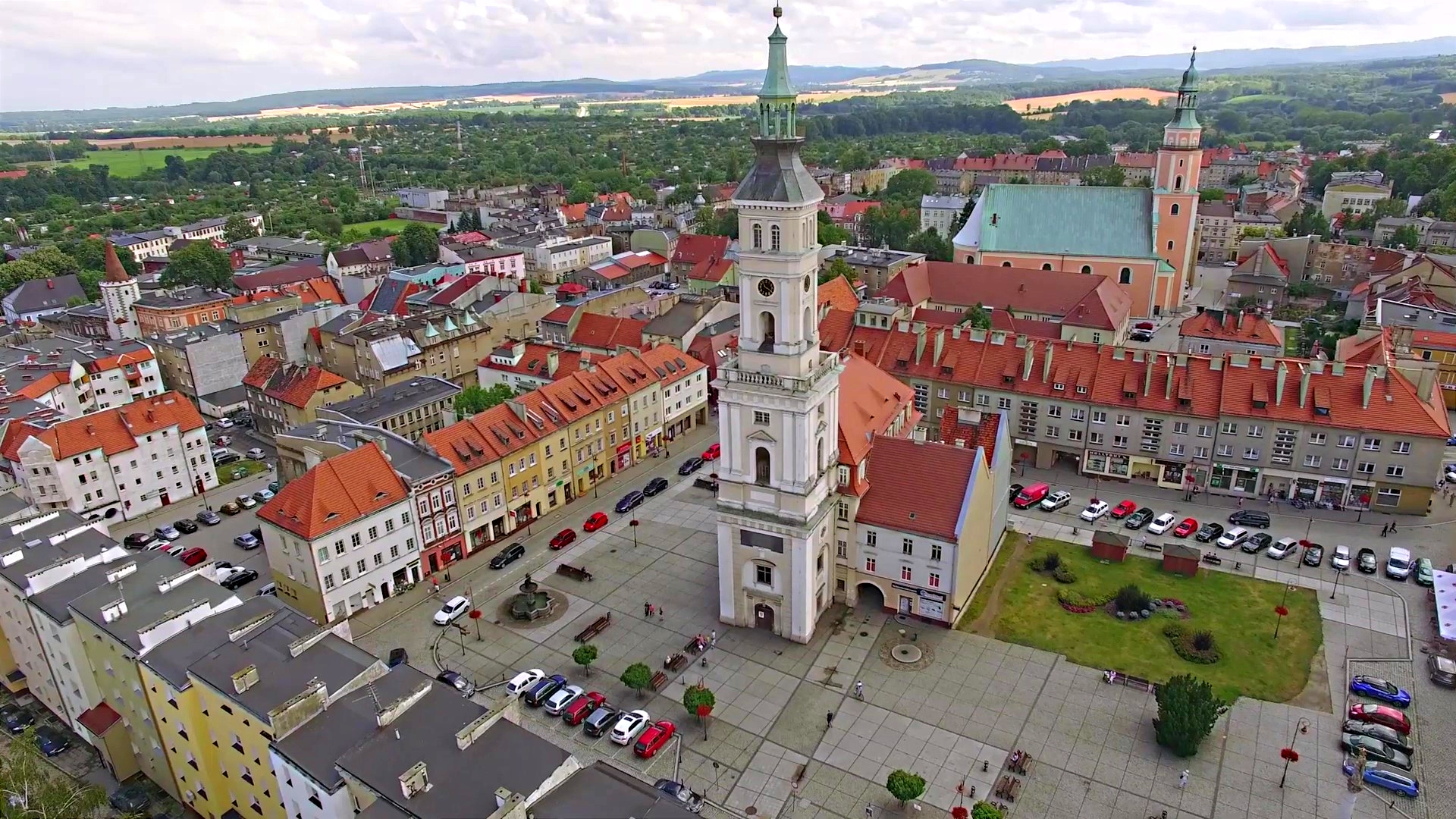
프루드니크

프루드니크(폴란드어: Prudnik, 독일어: Neustadt in Oberschlesien, 체코어: Prudník)는 폴란드 남부 오폴레주에 위치한 도시로 면적은 20.50km2, 인구는 21,170명(2018년 기준), 인구 밀도는 1033명/km2이다.
체코 국경과 가까운 편이며 카토비체에서 남서쪽으로 약 120km, 브로츠와프에서 남동쪽으로 약 115km 정도 떨어진 곳에 위치한다. 1945년부터 1950년까지는 실롱스크주에 속해 있었다.

시기
시 문장

## 인구
| 연도  | 인구   | ±%       |
| ----- | ------ | -------- |
| 1534  | 114    | —        |
| 1667  | 2,558  | +2143.9% |
| 1774  | 3,048  | +19.2%   |
| 1838  | 5,363  | +76.0%   |
| 1861  | 8,700  | +62.2%   |
| 1868  | 9,735  | +11.9%   |
| 1885  | 16,093 | +65.3%   |
| 1910  | 18,856 | +17.2%   |
| 1939  | 17,339 | −8.0%    |
| 1946  | 10,886 | −37.2%   |
| 1956  | 14,900 | +36.9%   |
| 1962  | 18,200 | +22.1%   |
| 1995  | 24,350 | +33.8%   |
| 2000  | 23,800 | −2.3%    |
| 2010  | 22,514 | −5.4%    |
| 2018  | 21,170 | −6.0%    |
| 출처: |        |          |

## 자매 도시
- 독일 노르트하임
- 체코 보후민
- 우크라이나 나드비르나
- 체코 크르노프
- 이탈리아 산주스티노